# Између љубави и мржње
Између љубави и мржње (шп. Entre el amor y el odio) мексичка је теленовела, продукцијске куће Телевиса, снимана 2002.
У Србији је приказивана током 2003. и 2004. на телевизији Пинк.

## Синопсис
Ана Кристина је дивна девојка, снажног карактера, коју штити деда Фернандо Виљареал. Након што се дон Фернандо разболи, његов нећак Октавио Виљареал, огорчен јер га је тетак спречио у намери да се оженио вољеном Фридом, допутује да га посети. Фернандо умире, остављајући тестамент у коме фабрику препушта Октавију и Ана Кристини, јединим рођацима, али под условом да се венчају и живе заједно годину дана, а након тога одлуче шта ће урадити са поседом.
Ненадано, међи њима се рађа љубав, али морају да се изборе са огромном мржњом коју према њима осећају Марсијал и Фрида, који на све начине покушавају да их раздвоје. Да ли ће им успети и да ли ће се Октавио одлучити за Ана Кристинино или Фридино дете?…

## Улоге
| Глумац:              | Улога:              |
| -------------------- | ------------------- |
| Сусана Гонзалез      | Ана Кристина        |
| Сесар Евора          | Октавио             |
| Сабине Мосијер       | Фрида               |
| Алберто Естреља      | Марсијал            |
| Маурисио Аспе        | Тобијас             |
| Бенхамин Риверо      | Ратон               |
| Фелисија Меркадо     | Лусила Монтес       |
| Армандо Паломо       | Либертад            |
| Хари Гајтнер         | Еверардо            |
| Марица Оливарес      | Кајетана            |
| Марија Сорте         | Марија Магдалена    |
| Хоакин Кордеро       | Дон Фернандо        |
| Марга Лопез          | Доња Хосефа         |
| Енрике Лизалде       | Рохелио             |
| Нињон Севиља         | Макарена            |
| Елизабет Агилар      | Мирна               |
| Едуардо Норијега     | Мојсес              |
| Хуан Карлос Серано   | Висенте             |
| Рубен Моралес        | Отац Хесус          |
| Оскар Травен         | Николас             |
| Силвија Манрикез     | Росалија            |
| Кармен Салинас       | Ћело                |
| Жаклин Бракамонтес   | Леонела             |
| Мигел Корсега        | Дон Мануел          |
| Хуан Карлос Касасола | Катрин              |
| Марлен Фавела        | Сесилија            |
| Виолета Исфел        | Паз                 |
| Хосе Ахгел Гарсија   | Родолфо             |
| Офелија Кано         | Ребека              |
| Хорхе Луис Пасквал   | Рохелио             |
| Фреди Ортега         | Како                |
| Херман Ортега        | Кеко                |
| Патрисија Ромеро     | Лућа                |
| Радамес де Хесус     | Марселино           |
| Пабло Монтеро        | Анимас              |
| Ернесто Алонсо       | Абад                |
| Ванеса Гузман        | Хулијана Валенсија  |
| Артуро Пениче        | Флавио Сакристан    |
| Виктор Норијега      | Пауло Сакристан     |
| Аурора Алонсо        | Пруденсио           |
| Марсијал Касале      | Тринидад            |
| Карлос Амадор        | Чито                |
| Хуан Игнасио Аранда  | Факундо             |
| Хосе Луис Ресендез   | Насарио             |
| Лус Елена Гонзалез   | Фуенсанта           |
| Луис Роберто Гузман  | Габријел            |
| Фабијан Роблес       | Хосе Алфредо        |
| Хаиме Лозано         | др Рамос            |
| Алберто Лозтин       | Рубен               |
| Ектор Круз           | Мануел (у младости) |
| Алдо Монти           | Лорензо             |